# Shibetsu
Shibetsu (Japans: 士別市, Shibetsu-shi) is een Japanse stad in de prefectuur Hokkaido. In 2014 telde de stad 20.752 inwoners.

## Geschiedenis
Op 1 juli 1954 werd Shibetsu benoemd tot stad (shi). In 2005 werd de gemeente Asahi (朝日町) toegevoegd aan de stad.

## Partnersteden
- Goulburn, Australië

Subprefecturen:
Hidaka · Hiyama · Iburi · Ishikari · Kamikawa · Kushiro · Nemuro · Okhotsk · Oshima · Rumoi · Shiribeshi · Sorachi · Soya · Tokachi

Steden:
Abashiri · Akabira · Asahikawa · Ashibetsu · Bibai · Chitose · Date · Ebetsu · Eniwa · Fukagawa · Furano · Hakodate · Hokuto · Ishikari · Iwamizawa · Kitahiroshima · Kitami · Kushiro · Mikasa · Monbetsu · Muroran · Nayoro · Nemuro · Noboribetsu · Obihiro · Otaru · Rumoi · Sapporo (hoofdstad) · Shibetsu · Sunagawa · Takikawa · Tomakomai · Utashinai · Wakkanai · Yubari